# Level 4 – Computerkrimireihe
Level 4 – Computerkrimireihe ist eine Jugendbuchreihe von Andreas Schlüter, die in den Jahren 1994 bis 2007 im Altberliner Verlag, im Arena Verlag und bei dtv junior erschienen ist. Alle Bände wurden mehrfach aufgelegt und u. a. auch als Taschenbuchausgaben herausgebracht.

## Allgemeines zum Inhalt der Reihe
Eine große Anzahl der Jugendbücher von Andreas Schlüter beschäftigt sich mit den Erlebnissen einer Gruppe dreizehnjähriger Kinder mit verschiedenen, real (noch) nicht möglichen Computer- oder Technikproblemen. Die Protagonisten sind neben anderen Klassenkameraden der Computerfreak Ben, das Sportass und sein bester Freund Frank, die Technik gegenüber skeptisch eingestellte Freundin Jennifer und wiederum deren beste Freundin Miriam sowie der leidenschaftliche Sammler Thomas und in den ersten Bänden der Serie auch noch Kolja, der vom Gegenspieler zum Verbündeten der Kinder wird.
Paradoxes Merkmal dieser Handlungsträger ist, dass sie in allen Bänden stets dreizehn Jahre alt sind, wiewohl sie sich nach und nach mit immer neuerer Technik auseinandersetzen. Während sich in den ersten Büchern zwar Ben als einziger mit Computern auskennt, aber den Gebrauch eines Handys noch von Erwachsenen erklärt bekommen muss, gehen in den späteren Büchern alle Protagonisten mit Computern und Mobiltelefonen ganz selbstverständlich um.

## Inhaltsangaben zu den einzelnen Bänden
Nachfolgend Kurzbeschreibungen aller bisher erschienenen Bände in chronologischer Reihenfolge:

### Level 4 – Die Stadt der Kinder (1994)
Während Ben ein neues Computerspiel Die Stadt der Kinder spielt, welches er von seinem besten Freund Frank gegen ein Trikot, das Ben von seiner Oma geschenkt bekommen hatte, getauscht hat, verschwinden alle Personen über 15 Jahren aus der Stadt. Die einzigen Bewohner scheinen die Kinder aus Bens Schule zu sein. Als sie dies realisieren, bricht Chaos aus. Während Ben und seine Freunde Jennifer, Frank, Miriam und Thomas versuchen, die Kinder in der Schule neu zu organisieren, versucht der Schulhofrabauke Kolja, mit seiner Bande die Herrschaft über die Stadt zu erlangen. Die in der Schule verbliebenen Kinder übernehmen derweil Verantwortung und planen das Überleben in der Stadt.
Irgendwann realisiert Ben, dass das Verschwinden der Erwachsenen mit seinem Computerspiel zusammenhängt, das genau die gleiche Ausgangssituation besitzt, und dass nicht die Erwachsenen verschwunden sind, sondern die Kinder irgendwie als Spielfiguren in das Spiel versetzt wurden. Mit seinem Wissen um die Regeln des Computerspiels gelingt es Ben und seinen Freunden, Kolja zu besiegen und nach und nach die verschiedenen Levels des Computerspiels zu lösen. Schließlich gelingt es Ben, Zugang zum Programmiercode des Spiels zu erlangen und durch eine Umprogrammierung das Spiel zu beenden. Die Kinder finden sich wieder in der realen Welt, in der keine Zeit vergangen ist.

### Der Ring der Gedanken (1995)
Ben findet einen merkwürdigen Ring. Nach einigen Zwischenfällen entdeckt er, dass man mit dem Ring Ereignisse voraussehen und Gedanken lesen kann. Er berichtet seinen Freunden von dem Ring und schließlich verwendet ihn Miriam, um bei einer Klassenarbeit zu schummeln. Bevor die Kinder entscheiden können, wie sie weiter mit dem Ring verfahren wollen, fällt er Kolja in die Hände, der ihn benutzen möchte, um Straftaten zu begehen. Als Ben und Frank versuchen, Kolja eine Falle zu stellen, gelingt es diesem, den Verdacht für seine Straftaten auf die beiden zu lenken. Trotzdem gelingt es den beiden, den Ring zurückzuerhalten. Kolja nimmt daraufhin Jennifer gefangen. Der gelingt es mit Hilfe des Rings, Kolja davon zu überzeugen, dass niemand die Gedanken anderer Menschen lesen sollte. Kolja verbündet sich mit Jennifer und ihren Freunden. Gemeinsam gelingt es ihnen, den Erfinder des Rings aufzuspüren. Sie zerstören dessen Labor und den Ring und können schließlich auch den Erfinder davon überzeugen, sein Projekt aufzugeben.
Dieses Buch beschäftigt sich mit der Frage, ob es moralisch vertretbar ist, mögliche Technik auch tatsächlich einzusetzen. Dies stellt ein häufig wiederkehrendes Element der Reihe dar. Dieses Buch markiert auch den Punkt, ab dem Kolja nicht mehr der Antagonist der Reihe ist, sondern zu den Protagonisten wechselt.

### Achtung, Zeitfalle! (1996)
Auf einer Klassenfahrt nach Florenz geraten Ben, Frank, Jennifer, Miriam und Kolja scheinbar durch eine Art Zeittunnel in das 15. Jahrhundert. Da das Gebäude, durch das sie in die Vergangenheit gelangt sind, zu diesem Zeitpunkt noch nicht erbaut war, finden sie keinen Weg zurück. Während der Erkundung des antiken Florenz fällt den Kindern eine Reihe von offensichtlichen Fehlern auf. Ben erkennt, dass sie sich in einem virtuellen Raum befinden, in dem alles außer sie selbst nur eine optische Projektion ist. Dies stellt die Kinder vor ein gewaltiges Problem; da auch Essen und Wasser nicht echt sind, drohen die Kinder zu verdursten. Während sie verzweifelt nach einem Ausgang suchen, merken sie, dass sie nicht die einzigen echten Menschen in der Stadt sind. Die Kinder erfahren, dass sie in einen Kampf zwischen einem der Programmierer der Simulation und dessen Auftraggebern geraten sind. Die Simulation sollte als Touristenattraktion anscheinend das echte Florenz ersetzen und die Kunstwerke der Museen sollten meistbietend verkauft werden. Mit Hilfe des Wissenschaftlers gelingt den Kindern die Flucht aus dem virtuellen Raum, und der Wissenschaftler verspricht den Verkauf der echten Kunstwerke zu verhindern.
Dieses Buch beschäftigt sich mit der Grenze zwischen Realität und Virtualität. Vor allem Jennifers Zweifel, dass ein Computer niemals die Kreativität eines Menschen ersetzen kann, ist ein wiederkehrendes Motiv in der Buchreihe.

### Jagd im Internet (1997)
Ben und Frank machen Urlaub auf der Hallig Langeneß. Gleichzeitig befinden sich Jennifer und Miriam zum Zelten auf Mallorca. Die Freunde bleiben über Internet in Kontakt. Dabei kommen sie zufällig einer groß angelegten Interneterpressung auf die Spur, deren Geldübergabe auf Mallorca stattfinden soll. In Zusammenarbeit mit dem Erpressten gelingt es den vier Kindern den Erpresser zu überführen.
Dieses Buch beschäftigt sich mit der Unsicherheit von digitaler Kommunikation.

### UFO der geheimen Welt (1998)
Frank beobachtet beim Laufen ein UFO, als ihm seine Freunde dies nicht glauben, versucht er Beweise zu finden und verschwindet spurlos. Ben, Jennifer, Miriam und Thomas gehen dem Verschwinden auf den Grund und entdecken dabei ebenfalls das UFO. Sie gelangen unbemerkt an Bord und fliegen in eine futuristische, von Robotern bewohnte Stadt auf dem Grund des Pazifik. Während die Kinder dort nach Frank suchen, wundern sie sich immer mehr, mit wem sie es eigentlich zu tun haben. Schließlich finden sie heraus, dass diese sich selbst erhaltende Stadt von den Regierungen der G8 erbaut wurde, die darin den drohenden Umweltkollaps der Erde überleben wollen, während der Rest der Menschheit stirbt. Allerdings haben einige der Roboter ein Bewusstsein entwickelt und entschieden, dass die Menschheit kein Überleben verdient. Die fünf Kinder geraten zwischen die Fronten eines Roboterkrieges, in dem das UFO und die Stadt beschädigt und für Menschen unbewohnbar werden. Mittels einer Zeitreise gelingt es den Kindern, sich aus der Situation zu retten.
Dieses Buch beschäftigt sich mit dem Konzept der künstlichen Intelligenz und ab welchem Punkt man diese als Lebewesen betrachten kann. Weiterhin wird der unverantwortliche Umgang der Menschheit mit natürlichen Ressourcen kritisiert.

### Flucht vom Mond (1999)
Während eines Besuches des Deutschen Zentrums für Luft- und Raumfahrt werden Ben und sechs seiner Klassenkameraden nach einer Verwechslung mit einer Raumfähre abgeschossen. Sie docken an einer unbekannten Raumstation an und bemerken dort, dass niemand Interesse daran zeigt, die Verwechslung aufzuklären. Stattdessen versucht man die Kinder gefangen zu nehmen. Nachdem dies gelungen ist, werden sie in ein geheimes Jugendgefängnis auf den Mond gebracht, in dem als nicht erziehbar geltende Jugendliche psychologischen Experimenten unterzogen werden. Letztendlich gelingt den sieben Kindern und einigen anderen Insassen ein Gefängnisausbruch und sie können mit dem Shuttle einer geheimen und dennoch florierenden Mondtourismusstation fliehen.

### 2049 (1999)
Um sich etwas Geld zu verdienen, nehmen Ben, Frank, Jennifer, Miriam und Thomas an einem Versuch zum Gehirnscannen teil. Dabei soll angeblich der gesamte Inhalt ihres Gehirns kopiert werden, was die Kinder aber nicht glauben. Nach der Prozedur wachen die Kinder in einer ihnen ganz fremden Welt auf. Während sie zunächst an einen weiteren virtuellen Raum wie in Achtung, Zeitfalle! glauben, befindet sie sich stattdessen im Jahr 2049, 50 Jahre in der Zukunft. Die Kinder rätseln, wie sie dorthin gelangt sind und wie sie wieder zurückkommen können, allerdings werden sie von den verschiedensten Menschen gejagt und sie wissen nicht warum. In der dystopisch dargestellten Zukunft finden sie mit Chip und Kosinus zwei gleichaltrige Verbündete, die ihnen bei der Flucht helfen. Auf der Flucht bemerkt Jennifer immer wieder, dass ihr Körper seltsam reagiert. Nachdem Frank eine normalerweise tödliche Verletzung ohne erkennbare Beeinträchtigung überlebt, finden die Kinder heraus, dass sie künstliche Gebilde beziehungsweise organische Roboter sind, in die man ihre Gehirne aus dem Jahr 1999 eingespielt hat und sie somit niemals zurückkehren können. Dies ist auch der Grund, warum sie gejagt werden; Versuche mit Gehirnscans wurden in der Zukunft verboten und die Verantwortlichen wollen die Beweise vernichten, da trotzdem ein reger Schwarzhandel mit Ersatzkörpern existiert. Den Kopien der Kinder gelingt es den Skandal öffentlich zu machen, bevor sie abgeschaltet/getötet werden.
Durch eine im Epilog der Geschichte beschriebene Handlung, in der sich Ben durch die Prämie für den Gehirnscan im Jahr 1999 ein Gemälde kauft, wird deutlich, dass die Kopien der Kinder in der Handlung des Jahres 2049 auch ihren eigenen, gealterten „Originalen“ begegnet sind.

### Chaos im Netzwerk-Clan (2001)
Eine Gruppe von wurmartigen Außerirdischen nimmt während einer LAN-Party Kontakt mit Ben und einer Reihe seiner Freunde auf. Diese Außerirdischen mit biologischen Fähigkeiten wie Teleportation und Manipulation von drahtloser Kommunikation sind ebenfalls nur Kinder. Ihre Betreuer wollten den Regierungen der Erde ein Handelsabkommen vorschlagen, sind danach aber spurlos verschwunden. Die außerirdischen Kinder vermuten, dass sie gefangen genommen wurden und suchten deswegen die Hilfe anderer Kinder, da sie sonst keinen Menschen vertrauen konnten. Die Kinder überlegen sich, dass ihre einzige Möglichkeit die Presse ist. Bevor sie sich aber an diese wenden können, werden Jennifer und Miriam vom Militär gefangen genommen. Ben und Frank können mit den Außerirdischen quer durch verschiedene Städte der Welt fliehen. Den verbliebenen Freunden um Thomas und Kolja gelingt es eine Liveübertragung im Fernsehen zum Versteck der Außerirdischen zu organisieren. Bevor diese aber stattfinden kann, gelingt es einer zweiten Delegation der Außerirdischen die Gefangenen zu befreien und die Erde zu verlassen. Die Kinder stehen ohne einen Beweis für ihre Geschichte da und niemand glaubt ihnen.

### Die Spur des Hackers (2002)
Bei Ben wird eingebrochen, kurz darauf ist er verschwunden. Seine Freunde gehen der Sache nach und kommen einem Plan des Softwaremonopolisten Protzosoft auf die Spur. Anscheinend hat einer von Bens Freunden das neue Betriebssystem der Firma gehackt, das über eine Onlineaktivierung verfügt. Dabei entdeckte er, dass alle Aktivierungen zeitgleich deaktiviert werden sollten, wenn ein gewisser Marktanteil erreicht wäre. Danach hätte der Softwarekonzern die Möglichkeit gehabt, die gesamte Welt zu erpressen, um die Computer wieder freizugeben. Es gelingt den Kindern, die Daten an die Presse zu übergeben, bevor es der Konzern schafft, alle Spuren zu vernichten.

### Reality Game (2003)
Frank nimmt an einer Reality-Show teil, bei der er sich in einer fremden Stadt vor einer Gruppe anderer Jugendlicher verstecken und dabei Rätsel lösen muss. Seine Verfolger können über eine Webcam auf seinem Kopf jederzeit sehen, was Frank sieht. Ein anderer Kandidat versucht das gleiche in der Heimatstadt von Ben und Frank. Ben und seine Freunde versuchen Frank über das Internet zu helfen und gleichzeitig den sogenannten Runner in ihrer Stadt zu finden. Im Laufe der Spielshow kommen die Freunde dahinter, dass die Show ein verdeckter Test für eine nicht-tödliche Waffe ist, die die Gefühle und Körperreaktionen der Angegriffenen manipuliert. Es gelingt ihnen das Spiel abbrechen zu lassen, bevor einer der Kandidaten dauerhafte Schäden erleidet.

### Level 4.2 – Zurück in der Stadt der Kinder (2004)
Die Kinder um Ben finden sich erneut in der Stadt der Kinder aus dem ersten Band wieder. Diesmal ist die Stadt aber bereits von Kindern bevölkert, die sich für Erwachsene halten und sinnlosen Aufgaben nachgehen. Anscheinend hat sich irgendjemand den Fehler im Spiel zu Nutze gemacht und gezielt Kinder in das Computerprogramm entführt. Diese Person hat das Spiel auch so erweitert, dass sie Kinder fernsteuern kann. Ebenfalls gibt es diesmal große Änderungen an der Stadt wie ein Schloss oder eine Vielzahl von Geheimgängen. Ben und seine Freunde versuchen sich gegen den anscheinend übermächtigen König der Kinder zu wehren. Nachdem sie es geschafft haben, ihn zu stellen, sabotiert dieser das Computerprogramm so, dass es einfrieren wird und die Kinder somit für immer gefangen wären. Ben gelingt es aber, mit dem gleichen Trick wie im Buch Level 4 – Die Stadt der Kinder das Programm vorher zu beenden.

### Der Sunshine-Chip (2005)
Ben und seine Freunde nehmen an einem Versuch teil, in dem ein künstliches Habitat in Norddeutschland getestet werden soll. In diesem einen Strand darstellenden Habitat wird das gesamte Wetter künstlich erzeugt. Bereits in der ersten Nacht ereignet sich eine schwere Fehlfunktion und das Habitat muss evakuiert werden. Die Kinder werden dabei vergessen. Sie geraten in ein zweites Habitat, in dem eine Winterlandschaft simuliert wird und überleben nur knapp eine Reihe von Naturkatastrophen. Auf der Suche nach dem Ausgang finden sie die Wetterkontrollmaschine und entdecken, dass mit dieser anscheinend überall auf der Welt gegen Bestellung künstliches Wetter erzeugt wird. Durch die Fehlfunktion wurde ein künstlicher Tornado erzeugt, der große Teile von Deutschland zu vernichten droht. Die Betreiber der Anlage wagen aber nicht sie abzuschalten, da sie dadurch zerstört werden könnte. Letztendlich gelingt es den Kindern, die Anlage abzuschalten und den Betreibern zu entkommen.

### Level 4.3 – Der Staat der Kinder (2006)
Bens Klasse wird zum dritten Mal in die Stadt der Kinder gezogen. Diesmal ist die Stadt aber nicht wie bei den letzten Malen funktionsfähig, sondern völlig leer. Trotzdem werden die Kinder von einer Gruppe grüngekleideter Gestalten angegriffen. Dabei wird Kolja entführt. Wenig später wird Achmed von einem übermenschlich erscheinenden Kind verhaftet und auf eine Gefängnisinsel verschleppt. Die restlichen Kinder werden von einem Unbekannten vor die Aufgabe gestellt, die Stadt aufzubauen. Nach und nach finden die Kinder heraus, dass es anscheinend zwei verschiedene Städte gibt, die Stadt der Kinder, die sie aus ihren bisherigen Abenteuern kennen und eine leere Stadt, in der sie sich gerade befinden. Die grüngekleideten Gestalten sind ebenfalls Kinder, die bereits seit Monaten in der Stadt der Kinder gefangen sind und sich vor dem Unbekannten, der die Kinder terrorisiert, zu verstecken versuchen. Sarah, die Anführerin dieser sogenannten Frogs, überredet Bens Freunde, das Spiel des Unbekannten mitzuspielen, um so Zugang zur alten Stadt der Kinder zu bekommen, da sich dort der Ausgang befindet. Sarah wird kurz darauf verhaftet und ebenfalls auf die Gefängnisinsel gebracht. Achmed und Sarah überleben dort nur knapp den Angriff einer Horde von verwahrlosten und ausgehungerten Kindern.
Das Buch endet mit einem offenen Ende, in dem die Kinder beschließen, die Führungspositionen im Staat der Kinder zu erobern und so die Herrschaft des Unbekannten demokratisch zu stürzen.

### Level 4.3 – Aufstand im Staat der Kinder (2007)
Dieses Buch führt die Handlung des Vorgängerbuches fort. Während Achmed und Sarah durch ein Labyrinth mit tödlichen Fallen versuchen von der Gefängnisinsel zu entkommen, versuchen Bens Freunde Schlüsselpositionen im Staat der Kinder zu erobern. Gleichzeitig bereiten sich die Frogs auf einen Krieg mit den fast unbesiegbaren Polizisten des Unbekannten vor. Schließlich gelingt es den Kindern nach einem langen Kampf den Unbekannten zu stürzen und das Programm zu beenden.

## Rezeption
Insbesondere der erste Band dieser Reihe ist inzwischen Teil des Lektürekanons für Schüler sowie Inhalt von Seminaren für Didaktik und Lehrerbildung. Zu diesem Band, der dem Autor auch international den Durchbruch verschaffte, finden sich zudem nicht wenige positive Rezensionen.

## Auszeichnungen
- 2006: „Die Besten bei Radio Bremen und Saarländischem Rundfunk“ für den Band Level 4 Kids – Diebe im Netz[8]